# José Vidal Marcano
José Vidal Marcano est l'une des huit paroisses civiles de la municipalité de Tucupita dans l'État de Delta Amacuro au Venezuela. Sa capitale est Hacienda del Medio.

## Géographie

### Démographie
Hormis sa capitale Hacienda del Medio, la paroisse civile possède plusieurs localités dont :
- Hacienda del Medio
- Londres